# It's a New Day
It's A New Day è una canzone realizzata da will.i.am per la vittoria del candidato Barack Obama alle elezioni presidenziali.
Il brano è stato pubblicato il 5 novembre 2008 sui siti Dipdive.com e YouTube.
Questo è la terza canzone, dopo Yes We Can e We Are The Ones, creata dal membro dei Black Eyed Peas per sostenere Obama.
Oltre alle diverse immagini di Obama durante l'ultimo discorso e dopo l'elezione, al minuto 1:57 compare will.i.am in compagnia proprio del nuovo presidente.

## Celebrità apparse nel videoclip
- Fergie
- apl.de.ap
- Taboo
- Kanye West
- Kerry Washington
- Olivia Wilde
- Kevin Bacon
- Kyra Sedgwick
- Gayle King
- Brian J. White
- Quincy Jones
- Aisha Tyler
- Harold Perrineau Jr.
- Joe Biden
- Barack Obama

## Classifiche
| Classifica (2008)      | Posizione raggiunta |
| ---------------------- | ------------------- |
| U.S. Billboard Hot 100 | 78                  |
| Canadian Hot 100       | 84                  |